# نومد
نومَد (انگلیسی: The NoMad) یک هتل و رستوران یکپارچه متعلق به «گروه سایدل» بود و در محله نومد، نیویورک قرار داشت. رستورانی به همین نام توسط سرآشپز دانیل هوم و رستوران‌دار ویل گودارا مالکان الون مدیسون پارک در همان نزدیکی طراحی شد. این هتل گاهی به نام «نومَد نیویورک» هم نامیده می‌شد تا از شعبه‌های دیگر خود در لاس وگاس و لس آنجلس متمایز شود. این ساختمان یکی از عمارت‌های منطقه تاریخی مدیسون اسکوئر نورث، یک مکان دیدنی شهر نیویورک است.
ایدهٔ اولیهٔ ساخت هتل نومَد به فکر اندرو زوبلر، بنیان‌گذار و مدیر عامل «گروه سایدل» خطور کرد.  این ساختمان دارای ۱۲ طبقه و نمای زیبای هنری است. فضای داخلی توسط معمار فرانسوی ژاک گارسیا با الهام از آپارتمان پاریسی او در دوران جوانی طراحی شده است. این هتل نامش را محله نسبتاً تازه‌تاسیس نومد در نیویورک می‌گیرد.
این هتل در مارس ۲۰۲۱ به دلیل دنیاگیری کووید-۱۹ برای همیشه بسته شد.
رستوران نومد یک رستوران یک ستاره بود که در سال ۲۰۱۲ افتتاح شد. در این رستوران غذاهای فصلی اروپایی-آمریکایی سرو می‌شد. غذای شاخص و مشهور این رستوران، یک مرغ بریان شده کامل برای دو نفر بود که با جگر چرب و ترافل پر شده بود. جیمز کنت از سال ۲۰۱۳ تا ۲۰۱۷ سرآشپز اجرایی آن بود.